# 圣血 (电影)
《圣血》，是1989年在意大利上映的一部电影，由亚历桑德罗·佐杜洛夫斯基執導 ， 阿克塞尔·佐杜洛夫斯基、布兰卡·格拉、盖·斯托克维、亚当·佐杜洛夫斯基、法薇奥拉·叶莲卡·塔皮亚等人主演的剧情片，该电影主要讲述一个男孩因为看到家人的惨剧而换上了精神病，后在朋友的努力下，逐渐回归正常的故事。

## 電影內容
在精神病医院里，有一个病人逃脱了。而他得了病的原因，是因为在年幼的时候看到父母因为偷亲等原因而自相残杀，并且其母亲还是一个信徒，而后他则以母亲还活着，控制着他的一切而活着，并此还杀了很多的女性。
后来在朋友的帮助下，其精神逐渐恢复了正常，并平静的等待着法律对他的审判……

## 演员表
- 阿克塞尔·佐杜洛夫斯基
- 布兰卡·格拉
- 盖·斯托克维尔
- 亚当·佐杜洛夫斯基
- 法薇奥拉·叶莲卡·塔皮亚
- 塞尔希奥·布斯塔曼特
- 塞尔玛·蒂克索
- 亚历桑德罗·佐杜洛夫斯基
- Héctor Ortega Héctor Ortega
- Jacobo Lieberman Jacobo[4]

## 相关音乐
- 1、Wingbeat
- 2、Triste
- 3、Alejandra
- 4、Fin Del Mundo
- 5、Sweet Dreams
- 6、Acid Revenge
- 7、Church Tattoo
- 8、Truck
- 9、Alma
- 10、Besame Mucho

## 获奖记录
1991年 第17屆土星獎：
- 最佳年輕演員 Adan Jodorowsky（獲獎）
- 最佳男主角  阿克塞爾·佐杜洛夫斯基 （提名）
- 最佳年輕演員  Faviola Elenka Tapia （提名）
- 最佳女主角 布蘭卡·格拉（提名）
- 最佳導演  亞歷桑德羅·佐杜洛夫斯基
- 最佳配樂  Simon Boswell
- 最佳恐怖电影 《聖血》

## 備註
1. ↑  .   [2022-01-09]. （原始内容存档于2022-01-09）.
2. ↑  外國電影藝術編輯室．出版地：中國電影出版社，1998：665-668
3. ↑  .   [2022-01-09]. （原始内容存档于2022-01-10）.
4. ↑  .   [2022-01-09]. （原始内容存档于2022-01-09）.